# Sanguedo
Sanguedo is een plaats (freguesia) in de Portugese gemeente Santa Maria da Feira en telt 3 542 inwoners (2001).